# معكرونة
المعكرونة أو المكرونة أو باستا أو العجائن الغذائية هي أحد المعجنات الجافة المجوفة ومنها الأسطواني مشطوف الأطراف أو الحلزوني أو الصدفي، وتُصنع من القمح الصلب أو الأرز وتطهى في الماء أو المرق.

## تاريخ المعكرونة
تاريخ نشأة المعكرونة غير مؤكد تمامًا إن كان في اليابان أو الصين أو اليونان أو إيطاليا أو في المنطقة العربية وهناك أبحاث تقول إن أصلها عربي وقام الأغالبة بنقلها من تونس إلى إيطاليا زمن الفتح الإسلامي لجزيرة صقلية وهناك قول أن اكتشاف المعكرونة سيبقي سرًّا غير مؤكد، فقد وجدت كتب طبخ في اليابان تتكلم عن معكرونة صنعت من دقيق الأرز عام 3500 ق.م، كما وجد إشارات إليها في عدد من كتب الطهي الصينية متضمنة مع أنواع أخرى من الغذاء يرجع تاريخها إلى العام 3000 ق.م، كما يذكر البعض أن أول إشارة مكتوبة عن طعام المعكرونة وردت في مخطوطة القدس في القرن الخامس قبل الميلاد. وكانت الكلمة المستخدمة هي (إتريا- itriyah) والتي تعني «الشعرية الجافة»، هناك رواية تقول بأن الرحال الإيطالي الشهير ماركو بولو قد قام برحلة استكشافية إلى بلاد الشرق عام 1274 لمدة 24 عاماً رجع بعدها بعدة اكتشافات منها المعكرونة، ومنها دخلت إلى إيطاليا التي تعدّ الآن من أشهر الدول لإنتاج المعكرونة وطهيها وأطلق اسم عاصمة المعكرونة على روما العاصمة الإيطالية.
والمعكرونة غذاء مركب من القمح والملح والماء وهذا يمد الجسم بمواد زلالية ودهنية وفيتامينات ومعادن مثل الفسفور والكالسيوم والحديد وتعدّ المعكرونة غذاء مثالي للمرضى إلا في حالة مرض السكري.

## أشكال المعكرونة
هناك تقريباً 350 شكل مختلف من المعكرونة. مثل السباغيتي، واللازانيا، والفيتوشيني.

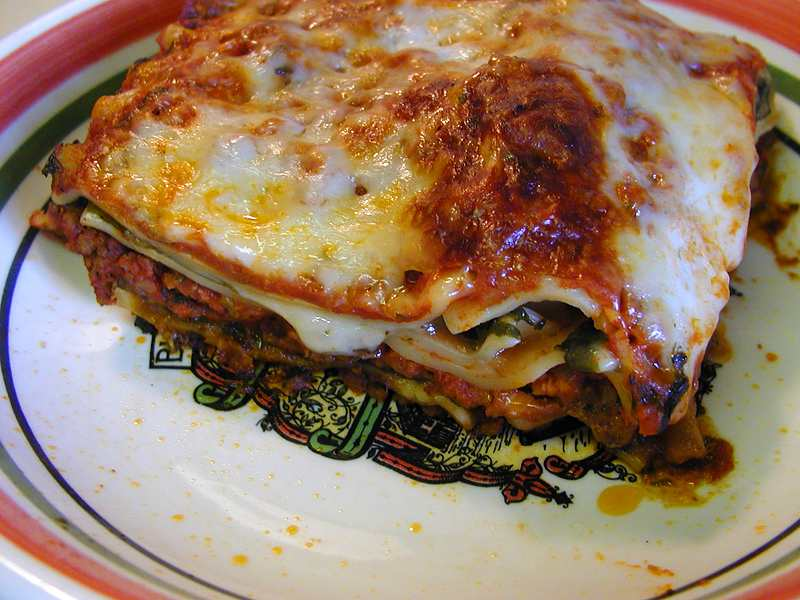
لازانيا

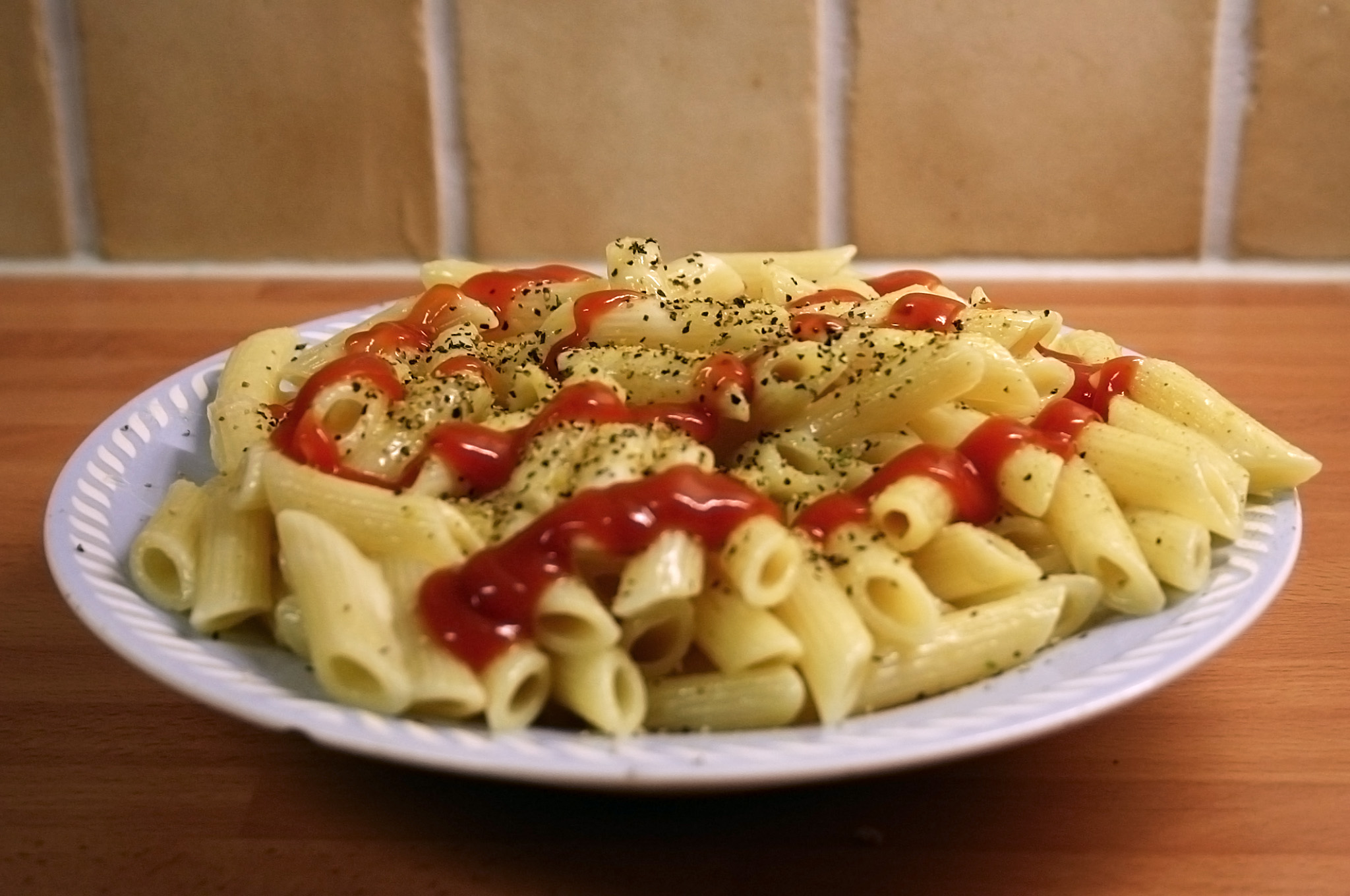
(بيني) أحد أشهر أنواع المعكرونة في إيطاليا.

## التسمية في العربية
اللغة العربية، ومثلها لغات أخرى مثل الروسية والتركية وأخرى، قامت باستخدام اسم أحد أصناف الباستا، ماكاروني كاسم جامع لكل أنواع الباستا. فالاسم معكرونة ومكرونة جميعا صحيح في المعاجم العربية المعاصرة. 
في اللغة العربية، تم استعارة الكلمة مع بعض التغيير لتعني جميع أنواع المعكرونة (باستا)، حيث ذكر في تكملة المعاجم العربية " للمستشرق رينهارت دوزي أن "معقرون (تعريب اللفظة الإيطالية: maccheroni) تعني معكرون، مكرونة" وفي معجم الغني ذكر تعريب المعكرونة على أنها " طَعَامٌ مِنَ العَجِينِ عَلَى شَكْلِ خُيُوطٍ يَابِسَةٍ يُوضَعُ فِي الْمَاءِ السَّاخِنِ لِيَسْتَوِيَ."